# Jack Hansen
Jack Bennike Hansen (2. oktober 1947 i Ubberud ved Odense) er en tidligere landsholdsspiller i fodbold (midtbanespiller).
Jack Hansen begyndte med fodbold i Ubberud IF da han var syv og skiftede til B.1913 som 19-årig, hvor han var med til at sikre klubben oprykningen til 1. division i 1967. I B.1913 havde han klubrekorden med 462 kampe på første holdet, da han i 1981 som 34-årig sluttede sin aktive karriere. Klubben var da røget ned i Danmarksserien. Selv fortsatte han som træner i B67 i Odense. Han er i dag spiller på B.1913s veteranhold.
Jack Hansen debuterede på A-landsholdet i 1971 og nåede at spille 17 A-landskampe i perioden 1971-1975, de tre sidste som anfører. Derudover spillede han 9 U21-landskampe i perioden 1969-1972. Han deltog i OL i 1972, som blev afholdt i München og spillede i samtlige seks kampe.
Civilt arbejder Jack Hansen med EDB og var i en årrække ansat i IBM i Odense.